# Gert G. von Harling
Gert G. von Harling (* 6. Juni 1945 in Celle) ist ein deutscher Jagdschriftsteller.

## Leben und Werk
Gert von Harling wuchs auf einem Forstgut in Feuerschützenbostel in der Nähe von Celle in der Lüneburger Heide auf. Nach einer Ausbildung zum Bankkaufmann und langjährigen Auslandsreisen arbeitete von Harling als Lektor des Verlages Paul Parey und war zehn Jahre lang Schriftleiter bei der Jagdzeitschrift Wild und Hund. Heute lebt von Harling als freier Schriftsteller und Organisator von Jagdreisen in Lüneburg. Er ist einer der produktivsten deutschen Jagdschriftsteller und ist mit mehr als 40 Buchveröffentlichungen nach eigener Aussage der meistgelesene Autor zeitgenössischer deutschsprachiger Jagdliteratur. Zu seinen erfolgreichsten Büchern gehört das erstmals 1998 veröffentlichte Zauber der Wildbahn. Pirschgänge durchs Jagdjahr, das mehrere Auflagen erlebte und wie einige andere Werke von Harlings auch Übersetzungen in andere Sprachen erfuhr.

## Preise
- 2000 – Literaturpreis des Internationalen Jagdrates zur Erhaltung des Wildes (CIC)
- 2000 – Kulturpreis des Deutschen Jagdschutzverbandes (DJV)

## Werke
- Mit Buchenblatt und Büchse. Von den Träumen und Erlebnissen eines Rehbockjägers, Hamburg und Berlin 1991 (ISBN 3-490-02211-4)
- Auf fremden und vertrauten Wechseln. Jagen in Moor und Heide, Urwald und Savanne, Hamburg und Berlin 1993 (ISBN 3-490-06711-8)
- Eines Jägers Fahrten und Fährten. Jagdgeschichten, Hannover 1996 (ISBN 3-7842-0539-9)
- Wunderwelt Natur. Ein Pirschgang mit der Kamera durch Feld, Wald und Flur, Braunschweig 1998 (ISBN 3-932848-14-4)
- Praxistips für Jagd und Jäger, Band 1, Braunschweig 1998 (ISBN 3-932848-02-0)
- Zauber der Wildbahn. Pirschgänge durchs Jagdjahr, München 1998 (mehrere Auflage, zuletzt Augsburg 2006, ISBN 3-8289-1747-X)
- Jagen hat seine Zeit. Jagdgeschichten, Hannover 1998 (ISBN 3-7842-0559-3)
- Meines Jagens schönste Stunden. Eines Jägers Stimmungen und Strecken, Klosterneuburg 1998 (ISBN 3-7040-1462-1)
- zusammen mit Birte Keil (Illustrationen): Lehrbuch der Rehwildjagd, Braunschweig 1999 (ISBN 3-932848-17-9; 2. Auflage unter dem Titel Praxistipps Rehwildjagd, Stuttgart 2005, ISBN 3-440-10373-0)
- Das Handbuch Kräuter und Heilpflanzen. Tips für Gesundheit und Schönheitspflege, Küche und Garten, Köln und Eltville am Rhein 1999 (ISBN 3-933468-35-3)
- Noch mehr Praxistips für Jagd und Jäger, Band 2, Braunschweig 2000 (ISBN 3-932848-22-5)
- zusammen mit Birte Keil (Illustrationen): Lehrbuch der Schwarzwildjagd, Braunschweig 2000 (ISBN 3-932848-21-7; später unter dem Titel Praxistipps Schwarzwildjagd, Stuttgart 2008, ISBN 978-3-440-10283-1)
- Bilder meines Jägerlebens. Erzählungen von scheinbar unscheinbaren Begebenheiten, Hannover 2000 (ISBN 3-7842-0601-8)
- Afrikanische Pirsch, Stuttgart 2002 (ISBN 3-440-09183-X)
- Die Blattjagd. Methoden und Technik, der richtige Stand, sicher zum Erfolg, München, Wien und Zürich 2003 (ISBN 3-405-16492-3)
- zusammen mit Manfred Schatz (Illustrationen): Reden für Jäger. Beispiele und Musterreden für jeden Anlass, Stuttgart 2004 (ISBN 3-440-09921-0)
- zusammen mit Burkhard Winsmann-Steins: Fesselnde Augenblicke der Jagd, Stuttgart 2004 (ISBN 3-440-09694-7)
- Hubertuscocktail. Humor ist, wenn man trotzdem jagt, Stuttgart 2005 (ISBN 3-440-09070-1)
- Jagen in Masuren. Liebeserklärung an das Land der dunklen Wälder und kristallenen Seen, Melsungen 2005, ISBN 3-7888-1061-0
- Pferde – stolze Gefährten. Alles über Rassen, Haltung, Erziehung, Pflege, Ernährung u.v.m., Erftstadt 2005 (ISBN 3-89996-373-3)
- Hunde. Treue Begleiter. Alles über Rassen, Haltung, Erziehung, Pflege, Ernährung u.v.m., Erftstadt 2005 (ISBN 3-89996-370-9)
- Durch regenschwere Heide und staubige Savanne. Jagdabenteuer auf drei Kontinenten, Friedland/Mecklenburg 2006 (ISBN 3-937669-60-4)
- Das große Lexikon der Mineralien. Das Nachschlagewerk zum Suchen und Bestimmen, Paderborn 2006 (ISBN 3-937229-05-1)
- Einfach zum Schießen. Eine Pürsch durch's (B)revier der Witze, Melsungen 2007 (ISBN 978-3-7888-1127-3 oder ISBN 3-7888-1127-7)
- Wilde Jagd und stille Einkehr. Erlebnisse und Einsichten eines nachdenklichen Jägers, Grevesmühlen 2007 (ISBN 978-3-937431-42-0 oder ISBN 3-937431-42-X)
- zusammen mit Carsten Bothe: Noch mehr Tipps für Jagd und Jäger, Stuttgart 2007 (ISBN 978-3-440-11033-1 oder ISBN 3-440-11033-8)

Daneben arbeitete Gert G. von Harling an einer Reihe von Koch- und Rezeptbüchern mit. Außerdem übersetzte er African Hunter von Bror Baron von Blixen-Finecke unter dem Titel Unvergessenes Afrika. Jagderinnerungen und Lebensabenteuer (2004) und dessen The Africa Letters unter dem Titel Jagdbriefe aus Ostafrika (2005) sowie Fabelhaftes Afrika. Als Berufsjäger einst und jetzt von Fred Duckworth (2008) ins Deutsche.